# Szent Mihály és Gábriel arkangyalok fatemplom (Sólyom)
A Szent Mihály és Gábriel arkangyalok fatemplom műemlékké nyilvánított épület Romániában, Bihar megyében. A romániai műemlékek jegyzékében a  BH-II-m-B-01209 sorszámon szerepel.